# Occia elegans
Occia elegans är en stekelart som först beskrevs av Cresson 1874.  Occia elegans ingår i släktet Occia och familjen brokparasitsteklar. Inga underarter finns listade i Catalogue of Life.